# Ōiso
Ōiso (jap. 大磯町 Ōiso-machi) – miasto w Japonii, na wyspie Honsiu, w prefekturze Kanagawa. Według danych na rok 2020 miejscowość zamieszkiwało 31 673 mieszkańców , a gęstość zaludnienia wyniosła 1843,6 os./km².